# Eight Legs
Gli Eight Legs sono un gruppo indie rock britannico formato nel 2006 a Stratford-upon-Avon.

## Storia del gruppo
Il gruppo viene scoperto nel 2006, quando i componenti hanno solo 18/19 anni, dallo stilista francese Hedi Slimane. Slimane chiede loro di realizzare una versione della loro canzone These Grey Days della durata di 15 minuti, in modo da poterla utilizzare come sottofondo originale nella sfilata autunno/inverno 2006/2007 di Dior Homme a Parigi.
Pochi mesi dopo These Grey days viene pubblicato come singolo. Il singolo viene utilizzato anche dall'NHS, il servizio sanitario nazionale britannico, come colonna sonora dello spot Alcohol: know your limits del 2008.
Nel 2007 il gruppo pubblica il primo album Searching for the Simple Life con l'etichetta indipendente Weekender Records.
Nel 2009 esce il loro secondo album The Electric Kool Aid Cuckoo Nest, pubblicato attraverso la propria etichetta, Boot Legs, fondata a tale scopo. Il titolo dell'album è dichiaratamente ispirato al saggio del 1968 The Electric Kool-Aid Acid Test del giornalista Tom Wolfe.

## Formazione
- Sam Jolly - chitarra e voce
- Adam Neil - basso
- Jack Garside - batteria
- Jack Wharton - chitarra

## Discografia

### Album
- 2007 – Searching for the Simple Life
- 2009 – The Electric Kool Aid Cuckoo Nest

### Raccolte
- 2010 - Eight Legs

### EP
- 2009 - Best of Me - E.P.

### Singoli
- 2006 - Eight Legs
- 2007 - Freaking Out The Neighbours
- 2007 - These Grey Days
- 2007 - Blood. Sweat. Tears./-Hopes Away-
- 2008 - Tell Me What Went Wrong
- 2009 - I Understand